# Donor
Donor – pojęcie chemiczne oznaczające cząsteczkę, pojedynczy atom lub jon, który dostarcza elektron, proton, grupę funkcyjną lub określony jon innym cząsteczkom w trakcie reakcji chemicznej. Cząsteczki przyjmujące (przeciwne donorowym) nazywane są akceptorami.
Termin ten jest zwykle stosowany razem z określeniem elementu dostarczanego. Np. w teorii Brønsteda kwasy są donorami protonów, a zasady akceptorami protonów. Gdy termin ten jest używany samodzielnie (bez określenia elementu), w domyśle  przyjmuje się, że chodzi o donory elektronów.
W tym sensie mówi się o donorze w kontekście domieszkowania półprzewodników. Półprzewodniki domieszkowane donorami elektronów (nośniki większościowe) są określane jako typ n. Ich przewodnictwo elektryczne wynika z faktu występowania w nich nadmiaru elektronów, które mogą się swobodnie przemieszczać po sieci krystalicznej podobnie jak to jest w przypadku metali.
W chemii pojęcie donoru ma związek z pojęciami takich reakcji chemicznych jak utlenienie i redukcja: 
- utlenianie: utrata elektronów; cząstka emitująca elektrony to donor.
- redukcja: przyjęcie elektronów; cząstka  pochłaniająca elektrony to akceptor.